# Abida (imię)
Abida (arab. ‏عابدہ‎) – żeńskie imię pochodzenia arabskiego. Jego znaczenie to "czcicielka Boga". Obecnie imię to nie jest często nadawane.
Imię składa się z dwóch słów: rzeczownika hebr. ‏אב, 'ab‎ (ojciec) oraz z czasownika hebr. ‏ידע, yada'‎ (wiedzieć). 
Osoby noszące to imię:
- Abida Parveen (ur. 1954) – pakistańska piosenkarka